# 子囊孢子

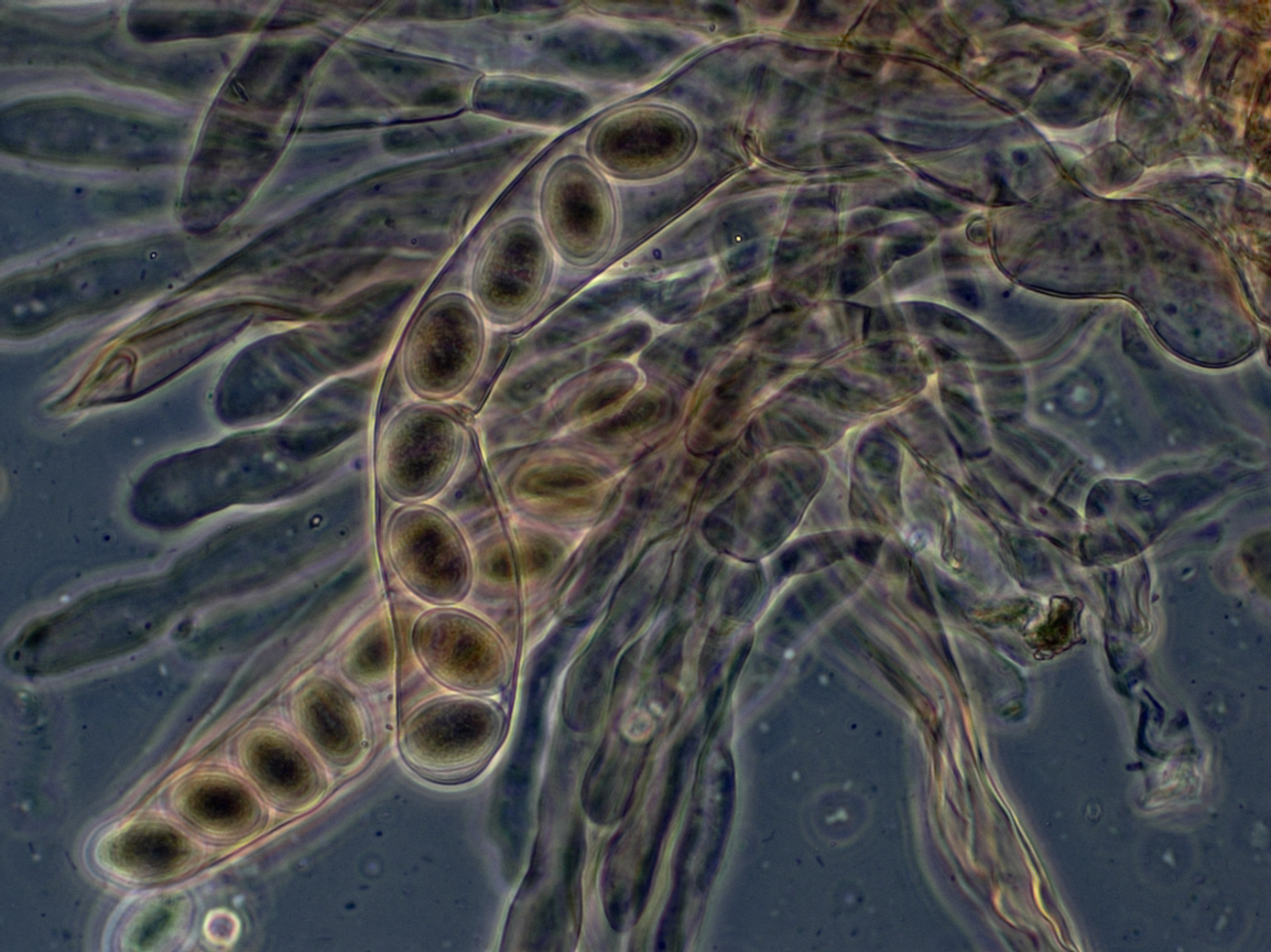
高羊肚菌（Morchella elata）的子囊，內含子囊孢子。

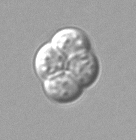
釀酒酵母的子囊，含有四個子囊孢子。

子囊孢子（英語：ascospore）是一種真菌的孢子，為子囊菌門真菌的有性孢子，在子囊中產生。典型的一個子囊中有八個子囊孢子，此八個孢子是在胞質融合與核融合發生後，經由一次減數分裂與一次有絲分裂所產生，其中減數分裂使雙倍體的細胞核分裂為四個單倍體的細胞核，這四個細胞核再各自進行有絲分裂而形成八個細胞核，並分別為子囊中的分泌物所包覆，因此一個子囊通常有八個子囊孢子，但此數目仍有例外，如冬蟲夏草的子囊可有多達20-60枚子囊孢子，酵母菌的子囊通常只有1-4枚子囊孢子，塊菌的子囊也通常只有四枚子囊孢子。
釀酒酵母在V8培養基與醋酸盐囊孢琼脂（acetate ascospore agar）上培養時會形成子囊孢子，其子囊呈圓形，不同於子囊菌典型的長形子囊，內含1至4枚子囊孢子，這些子囊在成熟後並不破裂，可被Kinyoun染劑或孔雀石綠染劑染上色。革蘭氏染色的結果則是革蘭氏陰性，可與染色結果呈革蘭氏陽性的營養細胞區別。